# Bojan Papič
Bojan Papič, slovenski ekonomist in politik, * 10. maj 1955.
Od leta 2006 je predsednik Trgovinske zbornice Slovenije in od leta 2007 je član Državnega sveta Republike Slovenije.